# Лазарева, Светлана Юрьевна
Светла́на Ю́рьевна Ла́зарева (24 апреля 1962, Верхний Уфалей, Челябинская область, СССР) — советская и российская эстрадная певица, телеведущая.

## Биография
После окончания средней школы работала певицей в краснодарской филармонии. По рекомендации композитора Теодора Ефимова стала солисткой ВИА «Синяя птица», где работала с 1983 по 1989 год.
На телевизионном фестивале эстрадной песни «Юрмала-1988» познакомилась с Ладой Волковой (Дэнс) и Алиной Витебской. Результатом знакомства становится создание вокального трио «Женсовет».
С 1990 года после ухода из «Женсовета» занялась сольной карьерой. Вышел первый сольный диск под названием «Давай поженимся!».
Второй альбом «Тельняшка» (1994 год) кардинально отличается от дебютного, практически полностью состоит из «ресторанных хитов».
Лирика в творчестве Лазаревой возвращается в третьем альбоме «Азбука любви» (август 1995 год).
Вместе с Илоной Броневицкой вела телевизионную передачу «Утренняя почта».
Летом 1998 года организовала собственный музыкальный центр, в котором объединила молодых композиторов.
30 октября 2006 года в Санкт-Петербурге состоялся единственный концерт «Золотые голоса „Синей птицы“»: Сергей Дроздов (1955—2012), Сергей Лёвкин (1951—2006), Светлана Лазарева.
Даёт сольные концерты и участвует в сборных, даёт шефские концерты в домах престарелых, женских колониях.
Была ведущей программы «Прямой эфир» на телеканале Musicbox Russia.

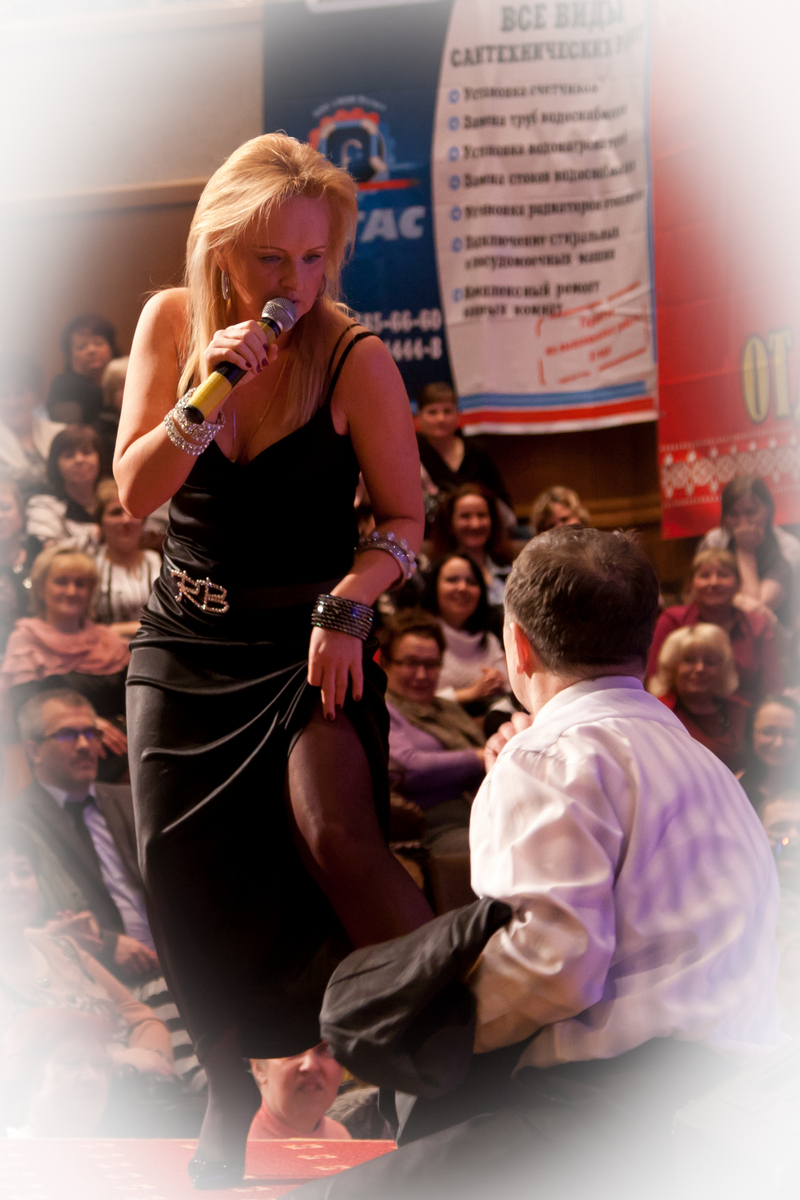
Светлана Лазарева в ЦКиОМ Северодвинска (2013 год)

## Личная жизнь
Бывший муж — Симон Осиашвили — поэт-песенник.
Муж — Валерий Кузьмин, предприниматель.
Дочь — Наталия (1996). Названа в честь певицы Натальи Ветлицкой.

## Дискография
| №   | Название                 | Длительность |
| --- | ------------------------ | ------------ |
| 1.  | «Давай поженимся»        |              |
| 2.  | «Мокрый снег»            |              |
| 3.  | «Дворняга»               |              |
| 4.  | «Жёлтые кораблики»       |              |
| 5.  | «Выбирай»                |              |
| 6.  | «Грош цена твоим словам» |              |
| 7.  | «Нечистая сила»          |              |
| 8.  | «Белоснежка»             |              |
| 9.  | «Не ругай меня мама»     |              |
| 10. | «Скажите, капитан»       |              |
| 11. | «Жду тебя»               |              |

| №   | Название                       | Текст песни      | Музыка           | Длительность |
| --- | ------------------------------ | ---------------- | ---------------- | ------------ |
| 1.  | «Тельняшка»                    | Татьяна Назарова | Анатолий Розанов |              |
| 2.  | «Возвращайся домой»            |                  |                  |              |
| 3.  | «Под знаком Тельца»            |                  |                  |              |
| 4.  | «Помни обо мне»                |                  |                  |              |
| 5.  | «Мой чужой»                    |                  |                  |              |
| 6.  | «Постучу по дереву»            |                  |                  |              |
| 7.  | «Выбирай»                      |                  |                  |              |
| 8.  | «Грош цена твоим словам»       |                  |                  |              |
| 9.  | «Иди на все четыре стороны»    |                  |                  |              |
| 10. | «Мокрый снег»                  |                  |                  |              |
| 11. | «Люби меня»                    |                  |                  |              |
| 12. | «Проводила я мальчика в армию» |                  |                  |              |
| 13. | «Не ругай меня, мама!»         |                  |                  |              |
| 14. | «Жёлтые кораблики»             |                  |                  |              |

| №   | Название             | Текст песни      | Музыка           | Длительность |
| --- | -------------------- | ---------------- | ---------------- | ------------ |
| 1.  | «Лавочка»            | Татьяна Назарова | Анатолий Розанов |              |
| 2.  | «Гитара Пой»         |                  |                  |              |
| 3.  | «Мама»               |                  |                  |              |
| 4.  | «Блюдечки-тарелочки» |                  |                  |              |
| 5.  | «Азбука Любви»       |                  |                  |              |
| 6.  | «Поцелуй»            |                  |                  |              |
| 7.  | «Измена»             |                  |                  |              |
| 8.  | «Говорят»            |                  |                  |              |
| 9.  | «Кинотеатр»          |                  |                  |              |
| 10. | «Целуешь другую»     |                  |                  |              |
| 11. | «Зеркало»            |                  |                  |              |
| 12. | «Птичка певчая»      |                  |                  |              |

| №   | Название            | Длительность |
| --- | ------------------- | ------------ |
| 1.  | «Акварель»          |              |
| 2.  | «Говори мне правду» |              |
| 3.  | «Треугольник»       |              |
| 4.  | «Не молчи»          |              |
| 5.  | «Похмелье любви»    |              |
| 6.  | «Шура — рыболов»    |              |
| 7.  | «Обниму и поцелую»  |              |
| 8.  | «Я сама не ожидала» |              |
| 9.  | «Красная рябина»    |              |
| 10. | «Клеопатра»         |              |

| №   | Название                | Длительность |
| --- | ----------------------- | ------------ |
| 1.  | «Неужели»               |              |
| 2.  | «Ливни»                 |              |
| 3.  | «Это ты»                |              |
| 4.  | «Расставание»           |              |
| 5.  | «Ты не Гагарин»         |              |
| 6.  | «Где ты теперь»         |              |
| 7.  | «Привыкай»              |              |
| 8.  | «Она была собой»        |              |
| 9.  | «Осень»                 |              |
| 10. | «Ночь»                  |              |
| 11. | «Подари»                |              |
| 12. | «Встреча и расставание» |              |

| №   | Название               | Длительность |
| --- | ---------------------- | ------------ |
| 1.  | «Тельняшка»            |              |
| 2.  | «Возвращайся домой»    |              |
| 3.  | «Люби меня»            |              |
| 4.  | «Не ругай меня, мама!» |              |
| 5.  | «Лавочка»              |              |
| 6.  | «Птичка певчая»        |              |
| 7.  | «Ты не Гагарин»        |              |
| 8.  | «Целуешь другую»       |              |
| 9.  | «Мой чужой»            |              |
| 10. | «Мама»                 |              |
| 11. | «Под знаком Тельца»    |              |
| 12. | «Неужели»              |              |
| 13. | «Измена»               |              |
| 14. | «Гитара, пой»          |              |
| 15. | «Давай поженимся»      |              |

Синглы:
- 2021 — Мой
- 2022 — Сильнее, чем тогда
- 2023 - Розы без шипов
- 2025 - Дочка

Видео:
2001 - Подари мне 